# Palemònides
Els palemònides van ser una llegendària dinastia dels Grans Ducs del Gran Ducat de Lituània i Rutènia. La llegenda va néixer al segle xv o xvi com a prova que els lituans i el Gran Ducat eren d'origen romà. Jan Długosz (1415-1480) va escriure que els lituans tenien origen romà, però no va proporcionar més detalls. La llegenda es registra per primera vegada a la segona redacció de les Cròniques Lituanes escrita en la dècada de 1530. En aquell moment el Gran Ducat de Lituània en guerra amb el Regne de Polònia rebutja les afirmacions que Polònia era «noble» i Lituània era d'origen pagà i bàrbar. Lituània va creure necessari demostrar els orígens nobles de la dinastia governant, i no com mostraven les cròniques disponibles en aquest moment escrites pels cavallers teutònics -un enemic de llarg temps-, que presentaven Gediminas com un palafrener de Vitenis.
A la crònica, Palemó (podria ser Polemó II), un parent de l'emperador romà Neró, va escapar de Roma amb 500 famílies de la noblesa. Van viatjar al nord, a través de la mar Bàltica, i van arribar al delta del Neman, des d'allà van decidir navegar riu amunt fins a arribar a la desembocadura del Dubysa. Els palemònides van decidir instal·lar-se en un gran colina i van governar el país durant generacions fins que van sorgir la dinastia de Gediminas. La crònica omet a Mindaugas i Traidenis atestats ja per complet com Grans Ducs de Lituània. S'incorpora la primera redacció de la línia dels Gediminids. Per fer la història més creïble, la crònica presenta un relat molt detallat dels viatges. Perquè no hi havia suficients generacions per a cobrir la bretxa entre el segle i, quan va arribar Palemó i el segle xiv quan va morir Gediminas. A la tercera redacció de la crònica, coneguda com la Crònica Bychowiec, es puja a Palemó de la Roma del segle i al segle v, quan Roma va ser devastada per Àtila, i s'incorpora a Mindaugas i els posteriors coneguts com grans ducs. Però, encara no va ser suficient i els historiadors com Maciej Stryjkowski i Kazimierz Kojałowicz-Wijuk fins i tot ho van moure fins al segle x. Diverses versions sobreviuen d'aquesta llegenda, ja que els historiadors han anat tractant d'endreçar algunes errades òbvies i fer-ho el més històricament creïble.
A la fi del segle xix, hi va haver alguns intents, per exemple, en una història escrita per Maironis, per unir la llegenda amb l'expansió dels vikings. Encara que molts historiadors, fins principis del segle xx, creien que la llegenda podria ser veritable, ara es manté com una història de ficció que només serveix per il·lustrar la ideologia política de Lituània al segle xvi.

## Arbre genealògic
| |                                                          |  |  |                                               |                                               |  |                                            |                                             |                                             |                                             |                                             |                                      |  |                                                |                                                |  |                                |                                |
| |                                                          |  |  |                                               |                                               |  |                                            | Palemó Columna de la família                |                                             |                                             |                                             |                                      |  |                                                |                                                |  |                                |                                |
| |                                                          |  |  |                                               |                                               |  |                                            |                                             |                                             |                                             |                                             |                                      |  |                                                |                                                |  |                                |                                |
| |                                                          |  |  |                                               |                                               |  |                                            |                                             |                                             |                                             |                                             |                                      |  |                                                |                                                |  |                                |                                |
| |                                                          |  |  | Borkus Duc de Samogitia Fundador de Jurbarkas | Borkus Duc de Samogitia Fundador de Jurbarkas |  |                                            | Kunos Duc de Aukštaitija Fundador de Kaunas | Kunos Duc de Aukštaitija Fundador de Kaunas | Kunos Duc de Aukštaitija Fundador de Kaunas | Kunos Duc de Aukštaitija Fundador de Kaunas |                                      |  | Spera Duc de Lituània Oriental Nom: Lake Spėra | Spera Duc de Lituània Oriental Nom: Lake Spėra |  |                                |                                |
| |                                                          |  |  |                                               |                                               |  |                                            |                                             |                                             |                                             |                                             |                                      |  |                                                |                                                |  |                                |                                |
| |                                                          |  |  |                                               |                                               |  |                                            |                                             |                                             |                                             |                                             |                                      |  |                                                |                                                |  |                                |                                |
| Daumantas Duc de Deltuva De la família de Centaurus | Daumantas Duc de Deltuva De la família de Centaurus      |  |  | Kernius Duc de Lituània Fundador de Kernavė   | Kernius Duc de Lituània Fundador de Kernavė   |  |                                            |                                             |                                             |                                             |                                             |                                      |  | Gimbutas Duc de Samogitia                      | Gimbutas Duc de Samogitia                      |  |                                |                                |
| |                                                          |  |  |                                               |                                               |  |                                            |                                             |                                             |                                             |                                             |                                      |  |                                                |                                                |  |                                |                                |
| |                                                          |  |  |                                               |                                               |  |                                            |                                             |                                             |                                             |                                             |                                      |  | Montvilas Duc de Samogitia                     |                                                |  |                                |                                |
| |                                                          |  |  |                                               |                                               |  |                                            |                                             |                                             |                                             |                                             |                                      |  |                                                |                                                |  |                                |                                |
| |                                                          |  |  |                                               |                                               |  |                                            |                                             |                                             |                                             |                                             |                                      |  |                                                |                                                |  |                                |                                |
| Kiras Duc de Deltuva | Kiras Duc de Deltuva                                     |  |  | Pajauta ♀ Nom: Vall de Kernavė                | Pajauta ♀ Nom: Vall de Kernavė                |  | Nemunas Name: Riu Neman                    | Nemunas Name: Riu Neman                     |                                             |                                             | Erdvilas Duc de Navahradak                  | Erdvilas Duc de Navahradak           |  | Skirmantas                                     | Skirmantas                                     |  | Vykintas Duc de Samogitia      | Vykintas Duc de Samogitia      |
| |                                                          |  |  |                                               |                                               |  |                                            |                                             |                                             |                                             |                                             |                                      |  |                                                |                                                |  |                                |                                |
| |                                                          |  |  |                                               |                                               |  |                                            |                                             |                                             |                                             | Mingaila Duc de Navahradak i Polatsk        | Mingaila Duc de Navahradak i Polatsk |  |                                                |                                                |  | Živinbudas Duc de Samogitia    | Živinbudas Duc de Samogitia    |
| |                                                          |  |  |                                               |                                               |  |                                            |                                             |                                             |                                             |                                             |                                      |  |                                                |                                                |  |                                |                                |
| |                                                          |  |  |                                               |                                               |  |                                            |                                             |                                             |                                             |                                             |                                      |  |                                                |                                                |  |                                |                                |
| Kukovaitis Duc de Lituània | Kukovaitis Duc de Lituània                               |  |  |                                               |                                               |  | Skirmantas Duc de Navahradak, Pinsk, Turaŭ | Skirmantas Duc de Navahradak, Pinsk, Turaŭ  |                                             |                                             |                                             |                                      |  | Ginvilas Duc de Polatsk                        | Ginvilas Duc de Polatsk                        |  | Kukovaitis Duc de Samogitia    | Kukovaitis Duc de Samogitia    |
| |                                                          |  |  |                                               |                                               |  |                                            |                                             |                                             |                                             |                                             |                                      |  |                                                |                                                |  |                                |                                |
| |                                                          |  |  |                                               |                                               |  |                                            |                                             |                                             |                                             |                                             |                                      |  |                                                |                                                |  |                                |                                |
| |                                                          |  |  | Traidenis Gran Duc de Navahradak              | Traidenis Gran Duc de Navahradak              |  | Liubartas Gran Duc de Karachev             | Liubartas Gran Duc de Karachev              |                                             |                                             | Pisimantas Duc de Turaŭ                     | Pisimantas Duc de Turaŭ              |  | Rogvolodas Duc de Polatsk                      | Rogvolodas Duc de Polatsk                      |  |                                |                                |
| |                                                          |  |  |                                               |                                               |  |                                            |                                             |                                             |                                             |                                             |                                      |  |                                                |                                                |  |                                |                                |
| |                                                          |  |  |                                               |                                               |  |                                            |                                             |                                             |                                             |                                             |                                      |  |                                                |                                                |  |                                |                                |
| |                                                          |  |  |                                               |                                               |  | Algimantas Duc de Navahradak               | Algimantas Duc de Navahradak                |                                             |                                             |                                             |                                      |  | Gleb Duc de Polatsk                            | Gleb Duc de Polatsk                            |  | Paraskeva ♀                    | Paraskeva ♀                    |
| |                                                          |  |  |                                               |                                               |  |                                            |                                             |                                             |                                             |                                             |                                      |  |                                                |                                                |  |                                |                                |
| Utenis Duke of Lithuania and Samogitia Fundador de Utena | Utenis Duke of Lithuania and Samogitia Fundador de Utena |  |  |                                               |                                               |  | Ryngold Duc de Navahradak                  | Ryngold Duc de Navahradak                   |                                             |                                             |                                             |                                      |  |                                                |                                                |  |                                |                                |
| |                                                          |  |  |                                               |                                               |  |                                            |                                             |                                             |                                             |                                             |                                      |  |                                                |                                                |  |                                |                                |
| |                                                          |  |  |                                               |                                               |  | Vaišvilkas Duc de Navahradak               |                                             |                                             |                                             |                                             |                                      |  |                                                |                                                |  |                                |                                |
| |                                                          |  |  |                                               |                                               |  |                                            |                                             |                                             |                                             |                                             |                                      |  |                                                |                                                |  |                                |                                |
| Šventaragis Gran Duc de Lituània Nom: Vall de Vílnius |                                                          |  |  |                                               |                                               |  |                                            |                                             |                                             |                                             |                                             |                                      |  |                                                |                                                |  |                                |                                |
| |                                                          |  |  |                                               |                                               |  |                                            |                                             |                                             |                                             |                                             |                                      |  |                                                |                                                |  |                                |                                |
| Skirmantas Gran Duc de Lituània |                                                          |  |  |                                               |                                               |  |                                            |                                             |                                             |                                             |                                             |                                      |  |                                                |                                                |  |                                |                                |
| |                                                          |  |  |                                               |                                               |  |                                            |                                             |                                             |                                             |                                             |                                      |  |                                                |                                                |  |                                |                                |
| |                                                          |  |  |                                               |                                               |  |                                            |                                             |                                             |                                             |                                             |                                      |  |                                                |                                                |  |                                |                                |
| Trabus Duc de Samogitia | Trabus Duc de Samogitia                                  |  |  |                                               |                                               |  |                                            |                                             |                                             |                                             | Koliginas Duc de Lituània i Rutènia         | Koliginas Duc de Lituània i Rutènia  |  |                                                |                                                |  |                                |                                |
| |                                                          |  |  |                                               |                                               |  |                                            |                                             |                                             |                                             |                                             |                                      |  |                                                |                                                |  |                                |                                |
| |                                                          |  |  |                                               |                                               |  |                                            |                                             |                                             |                                             | Romanas Gran Duc de Lituània                |                                      |  |                                                |                                                |  |                                |                                |
| |                                                          |  |  |                                               |                                               |  |                                            |                                             |                                             |                                             |                                             |                                      |  |                                                |                                                |  |                                |                                |
| |                                                          |  |  |                                               |                                               |  |                                            |                                             |                                             |                                             |                                             |                                      |  |                                                |                                                |  |                                |                                |
| |                                                          |  |  | Narimantas Gran Duc de Lituània               | Narimantas Gran Duc de Lituània               |  | Daumantas Assassinat per Traidenis         | Daumantas Assassinat per Traidenis          |                                             |                                             | Olshan Avantpassat d'Olshanski              | Olshan Avantpassat d'Olshanski       |  | Giedrius Avantpassat de Giedraičiai            | Giedrius Avantpassat de Giedraičiai            |  | Traidenis Gran Duc de Lituània | Traidenis Gran Duc de Lituània |
| |                                                          |  |  |                                               |                                               |  |                                            |                                             |                                             |                                             |                                             |                                      |  |                                                |                                                |  |                                |                                |
| |                                                          |  |  |                                               |                                               |  |                                            |                                             |                                             |                                             |                                             |                                      |  |                                                |                                                |  | Rimantas Gran Duc de Lituània  |                                |
| |                                                          |  |  |                                               |                                               |  |                                            |                                             |                                             |                                             |                                             |                                      |  |                                                |                                                |  |                                |                                |
| Referència: Jučas, Mečislovas. Lietuvos metraščiai ir kronikos. Vilnius: Aidai, 2003, p. 53 (lituà). ISBN 9955-445-40-8. El quadre s'ha elaborat d'acord amb la segona redacció de les Cròniques Lituanes, anomenat transcripció de la Societat Arqueològica. Altres redaccions, transcripcions, cròniques i historiadors posteriors presenten significativament diferents arbres genealògics. Nota : les cel·les més fosques representen ducs que comparteixen els seus noms amb personatges històrics reals. Ducs amb el títol Gran Duc de Lituània van governar el país unificat: és a dir, que van governar Lituània, Samogítia i Rutènia. |                                                          |  |  |                                               |                                               |  |                                            |                                             |                                             |                                             |                                             |                                      |  |                                                |                                                |  |                                |                                |